# 曾国藩
曾国藩（1811年11月26日—1872年3月12日），原名子城，字伯涵，号涤生，湖南湘乡人（今双峰县荷叶镇）:702。生於清朝长沙府白杨坪（现属湖南省婁底市双峰县荷叶镇天子坪），谱名传豫，宗圣曾子七十世孙（系出曾氏南宗），晚清時期的重臣、名臣和功臣，湘軍創始人和領袖，也是中國近代重要政治家、军事家、理学家、書法家、思想家、文學家、詩人、外交家、實業家、改革家、儒生，與胡林翼並稱曾胡，與晚清另一重臣李鴻章有師徒關係。道光進士，曾任四川鄉試正考官、翰林院侍講學士、內閣學士等，擢禮部右侍郎、歷署兵、吏部侍郎:702。1852年奉旨組辦湘軍，以平定太平天國之亂，其所創立的湘軍更成為晚清的依傍，曾國藩亦因此地位大幅上升，成為清臣之首，同時亦擴大了地方權力，其門生朋友更遍布天下，勢力幅及整個官場。1860年8月，授曾兩江總督、欽差大臣，督辦江南軍務:703。尋加太子太保，封一等侯爵:703，翌年開始曾國藩支持恭親王奕訢主持的洋務運動，大力支持地方興辦實業，提倡以平等外交方式對待洋人，從而成為慈禧太后的重臣。1871年奉旨處理「天津教案」，但因與洋人委服而遭到天下唾罵，甚至被諷為「曾國賊」，因此積勞成疾，結果於翌年3月病死南京，享年61歲，谥文正。曾國藩與徒弟李鴻章、左宗棠、張之洞并稱「晚清四大名臣」，官至武英殿大学士，同治年間封一等毅勇侯，又授世袭罔替。有《曾文正公全集》:703。
1864年7月，曾国藩和曾国荃率湘军攻破当时的太平天国首都天京（今南京市）后屠城，死伤无数。南京百姓至今仍以“曾剃头”、“曾屠户”等词称呼曾国藩、曾国荃兄弟。又有一說，“曾剃头”此一外號來自曾國藩治軍極嚴，小過即斬，號稱「以霹靂手段，顯菩薩心腸」。
中国近代史上两位著名人物蔣中正和毛泽东高度评价过曾国藩。青年时代的毛泽东曾说“愚意所谓本源者，倡学而已矣。博学如基础，今人无学，故基础不厚，进惧倾记。愚于近人，独服曾文正，观其收拾洪杨一役，完满无缺。使以今人易其位，其能如彼之完满乎？”即使在晚年，他还曾说：「曾国藩是地主阶级最厉害的人物。」蔣中正对曾国藩更是顶礼膜拜，认为曾国藩为人之道，“足为吾人之师资”，“其著作为任何政治家所必读”。他把《曾胡治兵语录》当作教导高级将领的教科书，自己又将《曾文正公全集》常置案旁，终生拜读不辍。

## 生平

### 早年

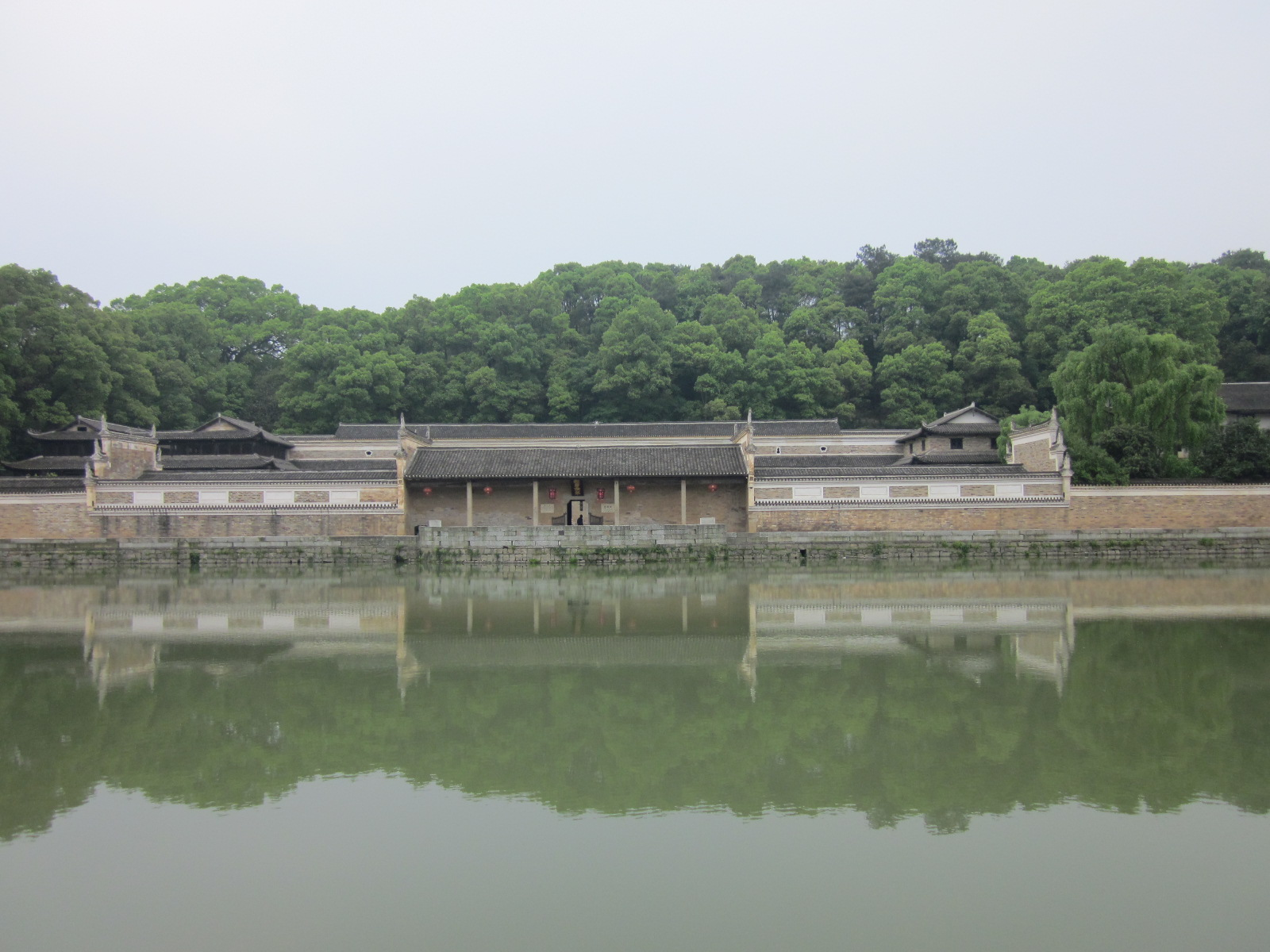
曾国藩故居

嘉慶十六年十月十一（1811年11月26日），曾国藩生於湖南省長沙府湘鄉縣，乳名寬一。祖父曾玉屏（1774—1849）雖少文化，但阅历丰富。父親曾麟書（1790—1857）是長子，母親江氏（1785—1852），育有5子4女，其中四子先后参军，留一子在家事农，但参军四兄弟也有二人殉职。曾国藩排行第二，是長子，上面有一個姐姐。曾麟書是塾師，屢試不第，年近50方才中秀才，成為生員。曾麟書自忖功名僅能及此，從此在家鄉一心一意栽培長子曾國藩科考。
曾國藩5歲啓蒙，次年入家塾“利见斋”。道光六年（1826年）春，應長沙府童子試，名列第七名。道光十年（1830年），前往衡陽唐氏宗祠讀書，一年後轉入湘鄉漣濱書院。道光十三年（1833年）秋，應湘鄉縣試，考取秀才。道光十四年（1834年），曾國藩進入長沙著名的嶽麓書院演習，同年參加湖南鄉試，中第三十六名舉人，并動身入京師準備來年的會試。道光十五年（1835年），曾國藩會試未中，寓居京師長沙會館讀書。次年恩科會試再次落第，於是返回長沙，於同鄉劉蓉、郭嵩燾等居於湘鄉會館。

### 初入仕途
道光十八年（1838年），曾國藩再次參加會試，終於中試，殿試位列三甲第四十二名，賜同進士出身，并成為林則徐政敵、主張「鴉片上稅免禁」的满人軍機大臣穆彰阿的得意門生。，朝考列一等第三名，道光帝親拔為第二，選為翰林院庶吉士。道光二十年（1840年）散館考試，名列二等十九名，授翰林院檢討。道光二十三年（1843年）升侍講。同年，出任四川鄉試正考官。年底，充文渊阁校理。道光二十五年（1845年），升侍講學士。不久，同年進士李文安之子李鴻章入京會試，投其門下補習受業，並投宿曾国藩北京宅邸至少一年。道光二十七年（1847年），升任內閣學士加禮部侍郎銜。道光二十九年（1849年）授禮部右侍郎。不久署兵部右侍郎。為軍機大臣穆彰阿門生，又從倭仁、唐鑒講習程朱道學:702。

### 圍剿太平軍
道光三十年正月十四日（1850年2月25日），道光帝在圓明園去世，道光三十年正月二十六日（1850年3月9日）咸豐帝即位。在处理道光帝关于“不配天、不祔庙、不建功德碑”的遗命时，曾国藩的上奏颇得咸丰帝满意，明发诏旨称“侍郎曾国藩所奏，颇有是处”。
同年十二月十日（1851年1月11日），洪秀全在廣西發動金田起義，太平天國運動正式爆發。
咸豐繼位之初，為塑造賢帝的形象，下文廣開言路，鼓勵大臣們直言進諫，道光三十年(1850年)四月，曾國藩上《敬陈圣德三端预防流弊疏》，指出咸豐三件不是，咸豐帝將奏摺怒掷於地，幸好軍機大臣祁雋藻解圍，對咸豐說：「主聖臣真啊，可喜可賀。」 接著在一年之間，連上《应诏陈言疏》、《条陈日讲事宜疏》、《议汰兵书》、《备陈民间疾苦疏》和《平银价疏》等多道奏疏，全面深入地指出了清朝面临的种种危机和问题，建議咸豐大刀阔斧，彻底改革。1852年，丁母憂回籍:702，生母江氏去世。此時太平軍已经攻入湖南，氣勢正盛。
咸豐二年底（1853年1月），曾國藩接到幫辦湖南團練旨。經郭嵩焘力劝，離家前往長沙，與湖南巡抚张亮基商辦團練事宜。曾奉命幫辦團練，後擴編為湘軍:702。一月後，太平軍攻佔江寧（今江蘇南京），定都於此，改稱天京。
曾國藩依靠师徒、亲戚、好友等复杂的人际关系，以湖南同鄉為主，仿傚已經成軍的楚勇，建立了一支地方团练，并整合湖南各地武裝，称湘军。
咸豐三年（1853年）八月，曾國藩獲准在衡州練兵，“凡枪炮刀锚之模式，帆樯桨橹之位置，无不躬自演试，殚竭思力”，并派人赴廣東購買西洋火炮，籌建水師。
咸豐四年（1854年）2月，湘軍練成，會集湘潭，曾發布《討粤匪檄》，攻擊太平天國運動是「開辟以來名教之奇變」，開始領兵進攻太平軍:702-703；4月24日，太平軍林紹璋分兵經寧鄉，攻據湘潭，擬南北夾擊長沙。4月25日起，由塔齊布帶隊率陸軍、彭玉麟帶隊率水師，一齊攻打湘潭的林紹璋，湘潭戰役正式打響。期間，曾則親率40條戰船與800名湘軍師出征，卻在靖港水戰中伏，被太平军石祥禎部大败，曾国藩悲憤無顏之餘，投水尋死，被幕僚章壽麟救起，但幸其部塔齊布和彭玉麟於4月27至30日在湘潭大敗林紹璋部，太平軍水陸皆挫，損失將士近萬名。湘潭戰役是太平天國西征中太平軍與湘軍的首次戰略決戰，既是湘軍成軍後出兵的首次大捷，也是太平軍西征以來首次嚴重潰敗，湖南戰局於是逆轉，湘軍氣勢大盛，遂由防禦轉為進攻。又占岳州，即出境作戰 :703。10月，曾攻陷湖北武漢:703。咸豐帝大喜過望，對曾國藩加恩免罪，並令曾署理湖北巡撫，升塔齊布為湖南提督。然而，大學士祁隽藻進言，稱“曾国藩以侍郎在籍，犹匹夫耳，匹夫居闾里，一呼，蹶起从之者万餘人，恐非国家福也。”咸豐帝收回成命。接着加兵部侍郎銜，率部東下，破田家鎮:703。
1855年初，曾攻江西九江、湖口，不久水師敗績，武漢為太平軍克復，遂困守南昌:703。
咸丰六年（1856年）秋，太平天國發生楊韋事變，曾乘機指揮湘軍反撲，12月再攻陷武漢:703。
咸豐七年（1857年），父亲曾麟书去世，丁憂回籍。
咸豐八年（1858年）5月，曾国藩占領九江:703。曾国藩部在太平軍將士17000人戰死後占领九江，盡屠城中遺民2萬。11月，曾所派李續賓部在安徽三河鎮被殲:703。後一度受困於安徽祁門:703。
咸丰十年（1860年），湘軍围困安庆。1861年9月，曾国藩督其弟曾國荃部攻陷安慶:703。安慶破城，劫掠殆盡，屠四万余。1861年9月，湘军顺江而下。11月，曾奉命統轄江蘇、安徽、江西、浙江四省軍務，巡撫、提鎮以下悉歸節制:703。1862年春，曾為協辦大學士，遣左宗棠與外國人進攻浙江，李鴻章勾結外國人攻取蘇南地區，曾國荃部圍攻天京:703。攻破芜湖。1863年11月25日，曾国荃进扎城天京东孝陵卫。
同治三年（1864年）7月，曾破天京:703。19日，湘軍攻破天京，對無辜平民展開屠殺與搶掠，當時的南京城被燒毀，平民死傷無數，南京人咸恨湘軍，稱曾國藩為“曾剃頭”、“曾屠戶”，曾國荃被喚為“曾老饕”。
中央研究院院士、中央研究院近代史研究所創所所長郭廷以在其所著《近代中國史綱》引趙烈文《能靜居日記》記載曾國藩弟曾國荃率湘軍攻入南京城後的情景：「湘軍『貪掠奪，頗亂伍。中軍各勇留營者皆去搜括』，……『沿街死屍十之九皆老者。其幼孩未滿二、三歲者亦被戳以為戲，匍匐道上。婦女四十歲以下者一人俱無（均被虜），老者負傷或十餘刀，數十刀，哀號之聲達於四方。』凡此均為曾國荃幕友趙烈文目睹所記，總計死者約二、三十萬人。」。
7月，曾国荃赏太子少保、一等伯爵，此起曾與平定太平天國戰功居次之湖廣總督官文雙方形成集團政爭白熱化。8月，奏准裁撤湘军25000人。
曾国藩攻下南京后，左宗棠、胡林翼、彭玉麟、王闿运、曾国荃、鲍超等人曾劝曾国藩造反，但曾国藩一概拒绝，还写下对联“倚天照海花无数，流水高山心自知”表明立场。

### 自強運動

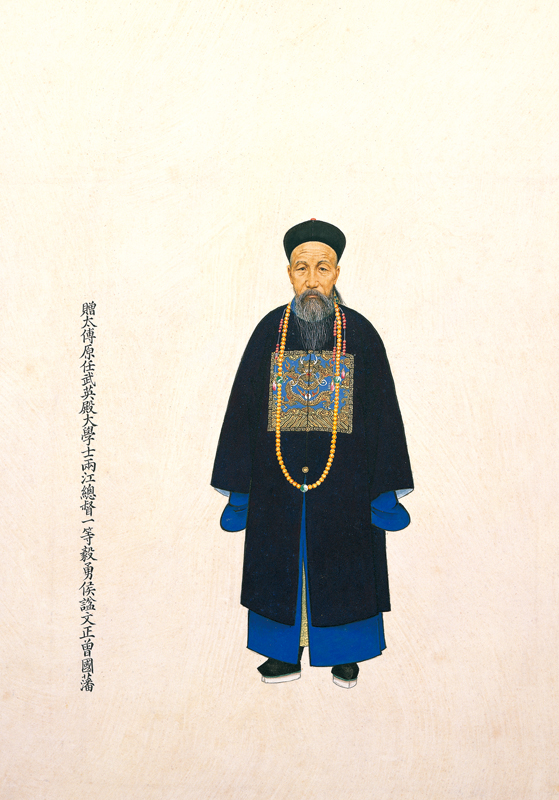
曾國藩畫像

咸豐十年十月，曾国藩接到密旨；俄罗斯使臣会见恭親王奕訢時稱，太平軍在江南等地橫行，俄國願出兵三百人，在水路與清朝陸軍聯合作戰，並從南方採辦米糧運抵京津。咸豐帝舉棋不定，特發六百里快遞徵求曾国藩等大臣意见。咸豐十一年十一月初八日（1861年12月19日），曾国藩上呈《遵旨復奏借俄兵助剿逆以代運南漕折》，認为俄国派兵帮忙这一点要断然拒绝，至於帮忙運输米糧可以接受。建议可以暂时借藉洋人之力，引用魏源的「師夷长技以制夷思想」，提醒「将来師夷智以造炮製船，尤可期永远之利」。
咸豐帝连下两道聖旨：一、在京城新设總理各国事務衙门。二、同意曾国藩派人去外国購买机器、洋枪洋砲，以便学习。1861年，曾国藩在安徽创办安慶内军械所，自主製造洋枪洋砲。1863年，曾国藩与容闳商议创办机器厂事宜，委派出国購买机器。创办学堂，派遣幼童赴美留学等洋務運动。1865年至1866年，曾與李鴻章依靠外國人在上海創辦江南制造總局等軍事工業:703。

### 直隸總督
1865年5月，曾奉命督辦直隸、山東、河南三省軍務，鎮壓捻軍:703。7月，曾進駐安徽臨淮，旋移駐江蘇徐州:703。曾先後提出以靜制動，在臨淮、濟寧、周家口、徐州等重點地區駐兵設防；令地主士紳修築圩寨，實行堅壁清野，徹底清查；建立馬隊等策略:703。1866年夏，主張東以運河，西以沙河、賈魯河，南以淮河為防線，北自朱仙鎮至汴梁和黃河南岸挖濠設防，以圍困捻軍:703。9月，開封南面蘆花岡堤墻為捻軍衝破，河防計劃破滅；12月，回兩江總督原任:703。
同治七年（1868年）8月，曾改任直隶总督:703。同治九年（1870年）6月天津教案，曾奉命前往查辦，屈從法國人，殺害良民20人、充軍25人，受到社會輿論譴責:703。曾國藩十分驚恐，甚至出發前立下遺囑，他深知当时中國遠非西方列强對手，因此主張對外讓步。
曾國藩發布《諭天津士民》的告示，對天津人民多方指責，誡其勿再起事端，隨後釋放犯法教民和涉案拐犯，引起天津紳民的不滿。處理“天津教案”，不少人罵他是賣國賊，全國輿論大嘩，“自京師及各省皆斥為謬論，堅不肯信”，朝廷官吏及民眾輿論均甚為不滿，「詬詈之聲大作，賣國賊之徽號竟加於國藩。京師湖南同鄉尤引為鄉人之大恥」，甚至直接稱其為「曾國賊」。

### 回任兩江
同治九年（1870年）9月，曾調任兩江總督:703。兩江總督馬新貽被平民張汶祥刺殺於後，慈禧太后命曾國藩再任兩江總督，前往南京審理該案。

### 逝世
同治十一年（1872年）正月，腳部抽筋並且有失語異狀，自覺“大限將至”，二月初四（3月12日）曾國藩在金陵總督轅門病逝，享壽六十一歲。二月十二日朝廷奉上諭追赠太傅，谥号文正 。其家族后代多出官宦，如曾纪泽、曾广钧等。
曾國藩善用人才，晚清一些名臣如左宗棠、李鸿章都与他有密切关系。李鸿章等称呼他为老师。曾國藩曾說“李少荃拚命作官，俞蔭甫拚命著書”。

## 儒学
曾國藩一生奉行程朱理学，但亦多所汲取宋明儒学其他支派的思想。宋明理学实际上分为气学、理学和心学三个学术派别。
曾國藩在從政和從戎生涯中也渐渐地看到了程朱理学“指示之语，或失于隘”、或“病于琐”、或“偏于静”的局限，轉而比較接受心學。对于程朱理学与陆王心学之学术争辯，他认为应取其同，避其异，扬其长，兼收并蓄，揚長避短，推进儒学的发展。
曾國藩还以气学在生成论方面的资源来弥补理学之局限，谓“张子之《正蒙》，醇厚正大，邈焉寡俦”。依着气学的思路，曾國藩认为，天地万物均因禀气而生，气是构成天地万物的最终基元。在禀气而生这个意义上，天地万物是“同体”的。
不过，曾國藩同时认为，虽太和絪緼之气流行不止，天地万物最初所得之气“均耳”，但人与物、圣人与常人实所禀有之气并不相同。就人与物相对而言，人得气之全，物却仅得气之偏；故人有知性，而物仅得物性。就人类而言，圣人所禀之气清且厚，常人所禀之气却浊而薄。
“自其初而言之，太和絪緼流行而不息，人也，物也，圣人也，常人也，始所得者均耳。人得其全，物得其偏，圣人者，既得其全，而其气质又最清且厚……”

## 文學

### 湘鄉派
曾國藩繼承桐城派方苞、姚鼐而自立風格，創立晚清古文的「湘鄉派」。
國藩論古文，講求聲調鏗鏘，以包蘊不盡為能事；所為古文，深宏駿邁，能運以漢賦氣象，故有一種雄奇瑰瑋的意境，能一振桐城派枯淡之弊，為後世所稱。曾氏宗法桐城，但有所變化、發展，又選編了一部《經史百家雜鈔》以作為文的典範，非桐城所可囿，世稱為湘鄉派。
清末及民初嚴復、林紓，以至譚嗣同、梁啟超等均受其文風影響。著作收於《曾文正公全集》中。

### 著作
生前出版《曾國藩家书》，另还著有《挺经》、《冰鉴》、《治心經》等書籍。

### 書法
曾國藩在書法上的突出成就一直為他歷史上的重大影響所掩蓋。曾國藩對於書法理論的闡述，均見其《日記》和《家書》。他首先對當時阮元拋出的南北書派論有獨到的認識，他既贊成又提出批評，主張南北兼而有之。他對書法的本源，提出乾坤大源之說：“天下萬事萬理皆出於乾坤二卦。即以作字論之：純以神行，大氣鼓盪，脈絡週通，潛心內轉，此乾道也；結構精巧，向背有法，修短合度，此坤道也；凡乾以神氣言，凡坤以形質言。禮樂不坤。作字而化遊自得真力彌滿老，即樂之意也；絲絲入扣轉折合法，即利之意也。” 在用筆上，他強調“乾道”，即陽剛之氣，他說：“予論古文，總須有倔強不馴之氣……論詩亦取傲兀不群者，論字亦然。” 又說：“作字總須得勢，務使一筆可以走千里。” 在結字上，曾國藩注重“坤道”，即陰柔之美，他說： “無論古今何等書家，其落筆結體，亦以珠圓玉潤四字為主。” 又說：“作字時，先求圓勻。” 並認為：“剛健、婀娜二者缺一不可。” 由此可見，曾國藩書法的整體風格是陽剛與陰柔並濟，概括地說就是“寓圓潤於秀勁，合雄奇於淡遠”。 他留下了近130萬字的《日記》是中國古代罕見的一部巨型書法作品。他的楷書勁健剛拔，剛柔相濟。他的行書勁健遒俊而華美。他的小楷與小行書是整個清代的典範。他應是與同代包世臣、何紹基齊名的大書家。

### 輓聯
曾國藩的挽联，其用典贴切，情文并茂，颇为时人所推重。
- 挽乳母联：“一饭尚铭恩，况负抱提携，只少怀胎十月;千金难报德，论人情物理，也应泣血三年。”
- 挽莫友芝联：“京华一见便倾心，当时书肆订交，早钦宿学；江表十年常聚首，今日酒樽和泪，来吊诗魂。”
- 挽汤海秋联：“著书成二十万言，才未尽也；得谤遍九州四海，名亦随之”。曾与诗人汤海秋曾为莫逆之交，後因"生輓"事件(就是先给身边的活人預写挽联)，湯與曾絕交。

### 詩文
《曾國藩家訓‧同治九年六月初四日》： 忮不去，滿懷皆是荊棘；求不去，滿腔日即卑污。余於此二者，常加克治，恨尚未能掃除淨盡。爾等欲心地乾淨，宜於此二者痛下工夫，並願子孫世世戒之。附作〈忮求詩〉二首錄右。

#### (一)不忮詩
善莫大於恕，德莫凶於妒。妒者妾婦行，瑣瑣奚比數。
己拙忌人能，己塞忌人遇。己若無事功，忌人得成務。
己若無黨援，忌人得多助。勢位苟相敵，畏偪又相惡。
己無好聞望，忌人文名著。己無賢子孫，忌人後嗣裕。
爭名日夜奔，爭利東西騖。但期一身榮，不惜他人汙。
聞灾或欣幸，聞禍或悅豫。問渠何以然，不自知其故。
爾室神來格，高明鬼所顧。天道常好還，嫉人還自誤。
幽明叢詬忌，乖氣相迴互。重者烖汝躬，輕亦減汝祚。
我今告後生：悚然大覺寤！終身讓人道，曾不失寸步。
終身祝人善，曾不損尺布。消除嫉妬心，普天零甘露。
家家獲吉祥，我亦無恐怖。
右〈不忮〉。

#### (二)不求詩
知足天地寬，貪得宇宙隘。豈無過人姿，多欲為患害。
在約每思豐，居困常求秦。富求千乘車，貴求萬釘帶。
未得求速償，旣得求勿壞。
芬馨比椒蘭，磐固方泰岱。求榮不知饜，志亢神愈忲。
歲燠有時寒，日明有時晦。時來多善緣，運去生灾怪。
諸福不可期，百殃紛來會。
片言動招尤，舉足便有礙。戚戚抱殷憂，精爽日凋瘵。
矯首望八荒，乾坤一何大。安榮無遽欣，患難無遽憝。
君看十人中，八九無倚賴。
人窮多過我，我窮猶可耐。而况處夷塗，奚事生嗟愾。
於世少所求，俯仰有餘快。俟命堪終古，曾不願乎外。
右〈不求〉。

## 軍事

曾家四兄弟。

咸豐二年（1852年）十一月，太平軍自湖南北出，攻克漢陽。1853年曾國藩建立地方團練，仿傚之前胡林翼建湖北团练即楚勇，湖南即稱為湘軍，分陸軍、水師兩種，士兵則招募湘鄉一帶農民為主，月军饷朝廷约每兵三两半银，湘军即五两半，湘军採用「兵员自募、权归主将」的做法，将「兵为国有」变为「兵为将有」，薪俸為一般綠營的三倍左右，全軍只服從曾國藩一人。
1854年，總計有陸軍十三營六千五百人，水師十營五千人，會集湘潭，誓師出征。初戰在岳州、靖港敗於太平軍，接連戰敗，曾國藩幾跳水自盡，在上書時，只能以“屢敗屢戰”自嘲。
後重整軍备，復佔岳州、武昌，太平軍勢力退出两湖。1858年5月，攻佔九江，氣勢很盛；1860年，曾国荃包围安庆，以“扎硬寨，打呆仗”聞名。1864年，湘軍攻破天京城（江宁府城）。
太平軍抵抗湘軍，讓湘軍吃足苦頭，天京城破時，曾國藩說：“今粵匪之變，蹂躪竟及十六省，淪陷至六百余城之多，而其中兇酋悍黨，如李開芳守馮官屯、林啟榮守九江、葉芸來守安慶，皆堅忍不屈。此次金陵城破，十萬餘賊無一降者，至聚眾自焚而不悔，實為古今罕見之劇寇”。
曾國藩入南京後，湘军大肆焚掠，“……分段搜殺，三日之間斃賊共十余萬人，秦淮長河，屍首如麻，……三日夜火光不息。”南京文士李圭道：“至官軍一面，則潰敗後之虜掠，或戰勝後之焚殺，尤耳不忍聞，目不忍睹，其慘毒實較‘賊’又有過之無不及，餘不欲言，餘亦不敢言也。”太平天国强盛时，南京最多有百万人，可屠城之后十多年，死走逃亡，到光绪帝登基时，南京只剩不到五十万人。
攻陷天京后，曾國藩巧言上书“偽宮賊館，一炬成灰，並無所謂賦庫者，然克復老巢而全無貨物，實出微臣意計之外，亦為從來罕見之事”。
曾國藩就地處死太平軍降將李秀成，原因可能是李秀成想效法姜維詐降，也不想把李押解北京以遭受酷刑。趙烈文記述李秀成在臨死前說“中堂厚德，銘刻不忘，今世已誤，來生圖報”。据说曾先要求李写太平军失败原因，李一周写出万字，曾再给李一小瓶毒药，请李自裁，也因此曾抗拒交押李至北京受极刑，得罪慈禧太后，故立大功但官途并不顺遂。
同治四年（1865年）五月，僧格林沁被捻军击毙，慈禧太后令曾國藩剿捻。曾國藩采取“以有定之兵，制无定之寇，专事近剿，不事尾追”的方針，在河南周家口、山東濟寧、江蘇徐州、安徽臨淮關分置四鎮，駐淮軍和湘軍八萬，將捻包圍在蘇、豫、皖邊區。又在淮北捻軍的根據地修築墟寨，清查戶口，實行保甲連坐法。但捻軍突破湘軍、淮軍的包圍，進入湖北。又突破開封、朱仙鎮間的賈魯河防線，東走山東。曾國藩被撤欽差大臣，李鴻章繼任。
曾國藩自剿捻以來，屢受慈禧的指責，成為晚年的一大心病，事實上，這時湘軍大部份裁撤，曾國藩只能用李鴻章的淮軍，不如湘軍容易差遣。各部协调不力，被张宗禹率捻军在贾鲁河一带突破，进入山东。

## 修身
曾國藩写过很多关于为人处世的家书，他的部分家书得到很多读者的青睞。
他為自己立下課程十二條：
1. 主敬：整齊嚴肅，清明在躬，如日之升。
2. 靜坐：每日不拘何時，靜坐四刻，正位凝命，如鼎之鎮。
3. 早起：黎明即起，醒後勿沾戀。
4. 讀書不二：一書未點完，不看他書。東翻西閱，徒務外為人，每日以十頁為率。
5. 讀史：丙申年購《廿三史》，大人曰：「爾借錢買書，吾不憚極力為爾彌縫，爾能圈點一遍，則不負我矣。」嗣後每日圈點十頁，間斷不孝。
6. 謹言：刻刻留心，第一工夫。
7. 養氣：氣藏丹田，無不可對人言之事。
8. 保身：十二月奉大人手諭：「節勞，節欲，節飲食。」時時當作養病。
9. 日知所亡：每日讀書記錄心得語，有求深意是徇人。
10. 月無忘其所能：每月做詩文數首，以驗積理之多寡，養氣之盛否。不可一味耽著，最易溺心喪志。
11. 作字：早飯後做字半時。凡筆墨應酬，當作自己課程。凡事不待明日，愈積愈難清。
12. 夜不出門：曠功疲神，切戒切戒！

## 评价

### 正面
曾國藩一生笃好学问，作文每日不辍，是名副其實的儒家士大夫。欧阳兆熊说曾國藩一生三变：早年讲理学；办理团练军务时讲申韩；后学老庄。
曾國藩處理天津教案不力，曾被辛亥革命后的部分革命党人斥为“开就地正法之先河”。中华人民共和国成立后，由于各种政治原因，对曾國藩等封建时期的人物大加斥责。但自文化大革命后学术界政治气氛下降后，对曾國藩的评价日趋活跃，不乏赞誉之声。天津教案發生之時，曾國藩已患重病，李揚帆認為“曾國藩實際上死於處理天津教案導致的精神打擊。在如履薄冰的對外關係處理中，他的忠、信、篤、敬四字秘訣，未能挽救自己的名聲乃至生命。”
梁啟超在《曾文正公嘉言鈔》序內指曾國藩“豈惟近代，蓋有史以來不一二睹之大人也已；豈惟我國，抑全世界不一二睹之大人也已。然而文正固非有超群絕倫之天才，在並時諸賢傑中，稱最鈍拙；其所遭值事會，亦終生在指逆之中；然乃立德、立功、立言三不朽，所成就震古鑠今而莫與京者，其一生得力在立志自拔於流俗，而困而知，而勉而行，歷百千艱阻而不挫屈，不求近效，銖積寸累，受之以虛，將之以勤，植之以剛，貞之以恆，帥之以誠，勇猛精進，堅苦卓絕。”
左宗棠对曾國藩的挽联：“知人之明，谋国之忠，自愧不如元辅；同心若金，功错若石，相期无负平生。”
民国著名的清史学家萧一山将曾國藩与左宗棠对比：“国藩以谨慎胜，宗棠以豪迈胜。”
雲南的蔡锷将军对曾氏以爱兵来打造仁义之师的治兵思想推崇备至：“带兵如带子弟一语，最为慈仁贴切。能以此存心，则古今带兵格言，千言万语皆付之一炬。”
徐中约在《中国近代史》中如此评价曾：“曾國藩的政治家风度、品格及个人修养很少有人能予匹敌。他或许是十九世纪中国最受人敬仰、最伟大的学者型官员”，他随后说到“但是他却被马克思主义学者斥责为汉奸刽子手，为了满清异族统治者的利益，背叛及屠杀了同胞。”徐评论道“曾國藩虽然并非才华横溢，但却是一位坚持信念、孜孜不倦的士人”，“在居留京城其间，他与一些宋派理学的首要人物交友，并从他们那里获取了对“静”、“耐”和“约”的领悟，这些信念运用到实际事务中，即意味着处变不惊、临危不惧和务实克己。他在日后的生涯中将大大利益于这些品格。”
中国现代史上两位著名人物蒋中正和毛泽东都高度评价过曾國藩。青年时代的毛泽东曾说“愚意所谓本源者，倡学而已矣。博学如基础，今人无学，故基础不厚，进惧倾记。愚于近人，独服曾文正，观其收拾洪杨一役，完满无缺。使以今人易其位，其能如彼之完满乎？”即使在晚年，他还曾说：「曾國藩是地主阶级最厉害的人物。」蒋中正对曾國藩更是顶礼膜拜，认为曾國藩为人之道，“足为吾人之师资”，“其著作为任何政治家所必读”。他把《曾胡治兵语录》当作教导高级将领的教科书，自己又将《曾文正公全集》常置案旁，终生拜读不辍。

### 負面
曾國藩居官、统军时心狠手辣，其指挥下的湘军烧杀抢掠等情事屡见不鲜。
曾國荃攻克安慶時，一日之內屠殺一萬餘名戰俘及平民。事后曾国荃颇有顾虑，寫信給其兄曾國藩。曾國藩竟回书称“自以杀贼为志，何必以多杀为悔。”
曾國藩的幕僚趙烈文在《能靜居日記》中詳細記載，曾国荃率湘军攻破太平天国都城天京（南京）后大肆杀掠：“……沿街死屍十之九皆老者。其幼孩未滿二三歲者亦斫戮以為戲，匍匐道上。婦女四十歲以下者一人俱無，老者無不負傷，或十餘刀，數十刀……”。湘軍大將彭玉麟見狀不滿，先後二次（1861年安慶之圍與1864年金陵之圍）致函曾國藩，要求大義滅親。當時金陵士大夫有隱語：「昨夜諸侯今庶人，江寧民家盡死人！」。南京百姓至今仍以「曾剃頭」、「曾屠戶」等詞稱呼曾國藩、曾國荃兄弟。太平天國天京城破三十餘年後，譚嗣同在南京仍聽當地人說：“（湘軍）一破城，見人即殺，見屋即燒，子女玉帛掃數入於湘軍，而金陵遂永窮矣。至今，父老言之，猶深憤恨。”
1870年爆發天津教案，曾氏處理失當，一味指責天津民眾，將犯法的教民釋放，並且親自向法国道歉，全國輿論大嘩，“自京師及各省皆斥為謬論，堅不肯信”，輿論甚為不滿，稱其為曾國賊，使曾國藩的聲譽大受影響，曾國藩只好屢屢道歉，自稱：“外慚清議，內疚神明”，曾國藩後來隱蔽不出，避免被直隸人民詬罵。此事讓他憂憤成疾，身體江河日下，两年後即病死。
馬克思主義史學家范文瀾稱其為屠殺同胞，媚滿媚外的「漢奸劊子手」。

## 纪念研究
- 曾国藩故居：湖南省雙峰縣荷葉鎮富坨村
- 富厚堂：湖南省雙峰縣荷葉鎮富坨村
- 曾国藩墓：湖南省長沙市嶽麓區坪塘街道伏龍山南坡桐溪寺后
- 曾公祠 (扬州)：江蘇省揚州市廣陵區東關街道徐凝門社區康山街20號
- 曾国藩古道：南岳衡山上的一条曾国藩捐资修缮的古道
- 曾國藩生平研究館：即原曾国藩就学之涟滨书院，位于湖南省湘潭市湘鄉市[42]
- 湘潭大学曾国藩研究中心：湘潭大学校级研究机构[43]
- 曾国藩研究基地：即原湖南人文科技学院曾国藩研究所[44]

## 逸事
- 曾国藩全身患有嚴重的牛皮癣，[45]傳說是蟒蛇转世。[46]曾国藩最爱吃鸡，但又最怕鸡毛。曾國藩見到“雞毛令箭”時，總是毛骨悚然。[來源請求]據說蛇很怕焚燒雞毛的味道。[47]但曾喜爱吃鸡屁股，常在胜战时或生日时，厨房会堆鸡屁，一盘如寿桃（今蛋糕）供他享用，所以曾所到之处，太平军没头，鸡没屁股之趣谈，以致曾之名学生李鸿章协助曾平太平，不学曾赶尽杀绝作法，李把俘虜列出自挑选成清新军，即淮军之始。但曾吃鸡屁的怪嗜好，后来曾直京任大官，竟授与西太后吃，胶脂可养颜美容。
- 《官场现形记》的作者李伯元在《南亭笔记》卷八记载了一则关于曾国藩的趣事：曾与诗人汤海秋原为莫逆之交。某年元旦，汤去曾国藩处拜年，见曾书房的书桌砚下压纸一张。汤阅之，原来是曾国藩闲暇时举其平日之友，皆預作輓联(此為生輓)，汤亦在其中。汤大怒，拂衣而去。两人从此断交。

## 曾氏家族
| \| \| \| \| \| \| \| \| \| \| \| \| \| \| \| \| \| \| \| \| 高祖父：曾辅臣 \| \| \| \| \| \| \| \| \| \| \| \| \| \| \| \| \| \| \| \| \| \| \| \| \| \| \| \| \| \| \| \| \| \| \| \| \| \| \| \| \| \| \| \| \| \| \| \| \| \| \| \| \| \| 曾祖父：曾竟希 \| \| \| \| \| \| \| \| \| \| \| \| \| \| \| \| \| \| \| \| \| \| \| \| \| \| \| \| \| \| \| \| \| \| \| \| \| \| \| \| \| \| \| \| \| \| \| \| \| \| \| \| \| \| 祖父：曾玉屏 \| \| \| \| \| \| \| \| \| \| \| \| \| \| \| \| \| \| \| \| \| \| \| \| \| \| \| \| \| \| \| \| \| \| \| \| \| \| \| \| \| \| \| \| \| \| \| \| \| \| \| \| \| \| 曾祖母：彭氏 \| \| \| \| \| \| \| \| \| \| \| \| \| \| \| \| \| \| \| \| \| \| \| \| \| \| \| \| \| \| \| \| \| \| \| \| \| \| \| \| \| \| \| \| \| \| \| \| \| \| \| \| \| \| 父：曾麟书 \| \| \| \| \| \| \| \| \| \| \| \| \| \| \| \| \| \| \| \| \| \| \| \| \| \| \| \| \| \| \| \| \| \| \| \| \| \| \| \| \| \| \| \| \| \| \| \| \| \| \| \| \| \| 祖母：王氏 \| \| \| \| \| \| \| \| \| \| \| \| \| \| \| \| \| \| \| \| \| \| \| \| \| \| \| \| \| \| \| \| \| \| \| \| \| \| \| \| \| \| \| \| \| \| \| \| \| \| \| \| \| \| 曾国藩（1811-1872） \| \| \| \| \| \| \| \| \| \| \| \| \| \| \| \| \| \| \| \| \| \| \| \| \| \| \| \| \| \| \| \| \| \| \| \| \| \| \| \| \| \| \| \| \| \| \| \| \| \| \| \| \| \| 外高祖父：江庆邻 \| \| \| \| \| \| \| \| \| \| \| \| \| \| \| \| \| \| \| \| \| \| \| \| \| \| \| \| \| \| \| \| \| \| \| \| \| \| \| \| \| \| \| \| \| \| \| \| \| \| \| \| \| \| 外曾祖父：江宏辉 \| \| \| \| \| \| \| \| \| \| \| \| \| \| \| \| \| \| \| \| \| \| \| \| \| \| \| \| \| \| \| \| \| \| \| \| \| \| \| \| \| \| \| \| \| \| \| \| \| \| \| \| \| \| 外祖父：江霈霖 \| \| \| \| \| \| \| \| \| \| \| \| \| \| \| \| \| \| \| \| \| \| \| \| \| \| \| \| \| \| \| \| \| \| \| \| \| \| \| \| \| \| \| \| \| \| \| \| \| \| \| \| \| \| 母：江氏 \| \| \| \| \| \| \| \| \| \| \| \| \| \| \| \| \| \| \| \| \| \| \| \| \| \| \| \| \| \| \| \| \| \| \| \| \| \| \| \| \| \| \| \| \| \| \| \| \| \| \| \| \| \| 外祖母：熊氏 \| \| \| \| \| \| \| \| \| \| \| \| \| \| \| \| \| \| \| \| \| \| \| \| \| \| \| \| \| \| \| \| \| \| \| \| \| \| \| \| \| \| \| \| \| \| \| \| \| \| \| \| |                     |  |  |  |  |  |  |  |  |  |  |  |  |  |  |  |
| |                     |  |  |  |  |  |  |  |  |  |  |  |  |  |  |  |
| | 高祖父：曾辅臣      |  |  |  |  |  |  |  |  |  |  |  |  |  |  |  |
| |                     |  |  |  |  |  |  |  |  |  |  |  |  |  |  |  |
| |                     |  |  |  |  |  |  |  |  |  |  |  |  |  |  |  |
| | 曾祖父：曾竟希      |  |  |  |  |  |  |  |  |  |  |  |  |  |  |  |
| |                     |  |  |  |  |  |  |  |  |  |  |  |  |  |  |  |
| |                     |  |  |  |  |  |  |  |  |  |  |  |  |  |  |  |
| | 祖父：曾玉屏        |  |  |  |  |  |  |  |  |  |  |  |  |  |  |  |
| |                     |  |  |  |  |  |  |  |  |  |  |  |  |  |  |  |
| |                     |  |  |  |  |  |  |  |  |  |  |  |  |  |  |  |
| | 曾祖母：彭氏        |  |  |  |  |  |  |  |  |  |  |  |  |  |  |  |
| |                     |  |  |  |  |  |  |  |  |  |  |  |  |  |  |  |
| |                     |  |  |  |  |  |  |  |  |  |  |  |  |  |  |  |
| | 父：曾麟书          |  |  |  |  |  |  |  |  |  |  |  |  |  |  |  |
| |                     |  |  |  |  |  |  |  |  |  |  |  |  |  |  |  |
| |                     |  |  |  |  |  |  |  |  |  |  |  |  |  |  |  |
| | 祖母：王氏          |  |  |  |  |  |  |  |  |  |  |  |  |  |  |  |
| |                     |  |  |  |  |  |  |  |  |  |  |  |  |  |  |  |
| |                     |  |  |  |  |  |  |  |  |  |  |  |  |  |  |  |
| | 曾国藩（1811-1872） |  |  |  |  |  |  |  |  |  |  |  |  |  |  |  |
| |                     |  |  |  |  |  |  |  |  |  |  |  |  |  |  |  |
| |                     |  |  |  |  |  |  |  |  |  |  |  |  |  |  |  |
| | 外高祖父：江庆邻    |  |  |  |  |  |  |  |  |  |  |  |  |  |  |  |
| |                     |  |  |  |  |  |  |  |  |  |  |  |  |  |  |  |
| |                     |  |  |  |  |  |  |  |  |  |  |  |  |  |  |  |
| | 外曾祖父：江宏辉    |  |  |  |  |  |  |  |  |  |  |  |  |  |  |  |
| |                     |  |  |  |  |  |  |  |  |  |  |  |  |  |  |  |
| |                     |  |  |  |  |  |  |  |  |  |  |  |  |  |  |  |
| | 外祖父：江霈霖      |  |  |  |  |  |  |  |  |  |  |  |  |  |  |  |
| |                     |  |  |  |  |  |  |  |  |  |  |  |  |  |  |  |
| |                     |  |  |  |  |  |  |  |  |  |  |  |  |  |  |  |
| | 母：江氏            |  |  |  |  |  |  |  |  |  |  |  |  |  |  |  |
| |                     |  |  |  |  |  |  |  |  |  |  |  |  |  |  |  |
| |                     |  |  |  |  |  |  |  |  |  |  |  |  |  |  |  |
| | 外祖母：熊氏        |  |  |  |  |  |  |  |  |  |  |  |  |  |  |  |
| |                     |  |  |  |  |  |  |  |  |  |  |  |  |  |  |  |
| |                     |  |  |  |  |  |  |  |  |  |  |  |  |  |  |  |

### 长辈
- 父：曾麟書（1790—1857）
- 母：江氏
- 岳父：欧阳凝祉（1784—1869），原名鳌，又名沧溟，字福田。
- 岳母：邱氏
- 仲叔：曾鼎尊
- 三叔：曾骥云

### 同輩
- 长姊：曾国兰，长姊夫王鹏远
- 妹：曾国蕙，夫王待聘，育有三子二女。
- 妹：曾国芝，夫朱永春。
- 满妹：痘殇。
- 次弟：曾国潢（1820－1886），原名国英，字澄侯，曾麟书次子，族中排行第四，因此被曾国藩称为四弟，曾氏兄弟间皆以族中排行相称。
- 三弟：曾国华（1822－1858），字温甫，曾麟书第三子，族中排行第六。镇压太平天国时战死于三河镇。
- 四弟：曾国荃（1824－1890），字沅甫，曾麟书第四子，族中排行第九，人称“曾老九”。镇压太平天国的用力之将，官至两江总督。
- 幼弟：曾國葆（1829－1862），字季洪，后更名贞幹，字事恒，在兄弟五人中年纪最小。病死於雨花臺。
- 表弟：彭毓橘
- 妻：欧阳氏
- 妾：陳春燕，江寧人，無子嗣。

### 子姪輩
- 長子：曾纪第，早夭。
- 次子：曾纪泽（1839－1890）（妻贺氏，贺长龄之妾所生。继刘氏，刘蓉之长女。）
  - 孙：曾廣铨（1871年－1940年），曾纪鸿之子，后过继给曾纪泽为嗣。
    - 曾孙：曾约农（1893年－1986年），教育家，東海大學在臺復校後首任校長。
    - 曾孙：曾昭潤，20歲病故。

  - 孙：曾廣銮（1873年－1920年）。都察院左副都御史、光禄大夫、资政院钦选议员。
    - 曾孫：曾昭權，廣銮之子。
    - 曾孫：曾昭揆，廣铨之子，過繼予廣銮。20歲病故。
- 三子：曾纪鸿（1848－1881），數學家。（妻郭筠，同年進士郭沛霖女兒。）
  - 孫：曾廣鈞（1866－1929），曾国藩长孙。曾纪鸿长子。
  - 孫女：曾廣珊（1871－1949），20岁嫁俞明颐。有子俞大维，俞大绂。
    - 曾孙女：曾宝荪（1893－1978）
- 长女：曾纪静（1841-1870），适袁秉桢，乃同乡好友袁芳瑛之子，性傲慢，不甚长进。終身未及生育。
- 次女：曾纪耀（1843-1881），适陈远济，好友陈源兖之子，曾随纪泽出使欧洲，幼育于曾国藩家，有隐疾。未生育而繼養兩個女兒，其次女為朱啓鈐的第一夫人。
- 三女：曾纪琛（1844-1912），适罗兆升，好友罗泽南之子，品行不甚端正。
- 四女：曾纪纯（1846-1881），23岁守寡，适郭刚基，好友郭嵩焘之子，其人颇有才气，可惜早亡。
- 五女：名不详，幼殇。
- 六女：曾纪芬（1852-1942），自号崇德老人。适聂缉椝[48] ，衡山人，聂亦峰子，光绪二十六年，曾参与对英国裁厘加税交涉，在左宗棠提携下，官至浙江巡抚。

- 侄子：曾纪梁（魏氏）（1842—1925），曾国潢之子。「紀」字輩中年壽最高者，為湘鄉大界曾氏[49]族長。
  - 姪孫：曾廣祚
    - 姪曾孙：曾昭抡（1899－1967）。
- 侄子：曾纪渠（朱氏）
- 侄子：曾纪瑞（江氏），曾国荃之子，兵部员外郎。
- 侄子：曾纪官（欧阳氏，刘氏），曾国荃之子，戶部员外郎。
  - 姪孫：曾廣江（1868—1921），安徽侯補道，誥授通議大夫，晉授資政大夫。
    - 姪曾孙：曾昭和（1888—1957），湖南公立法政專門學校畢業。曾任湖北夏口地方法院推事。
      - 姪玄孙女：曾宪植（1910－1989），曾国荃之玄孙女，叶剑英之第三任夫人。

- 侄子：曾纪湘（易氏）
- 侄子：曾纪寿（李氏，李氏，劳氏）（1855—1930），曾國華次子。
  - 侄孫：曾廣錡（1918—?）是曾纪寿第七子。著名化學家。中國科學院上海化學研究所副研究員。

### 孫輩以下
- 曾纪泽系
  - 孫子：曾廣銓，曾纪泽抚子，曾纪鸿四子，妻李氏。
  - 孫子：曾廣銘，曾纪泽二子，幼殇。
  - 孫子：曾廣鑾，曾纪泽三子
  - 孫子：曾廣阳，曾纪泽四子，8岁时病亡。
  - 孫女：曾廣璇，曾纪泽長女，嫁李经馥，李鸿章弟弟李鹤章的第四个儿子。
  - 孫女：曾廣珣，曾纪泽次女，嫁吴永。
  - 曾孫：曾約農（曾昭檆）[註 8]，曾广銓長子，台湾东海大学首任校长。
  - 曾孫：曾昭润，曾广铨次子，20岁病亡。
  - 曾孫：曾昭揆，曾廣鑾抚子，曾广鎔第三子，20岁时病亡。
  - 曾孫女：曾宝荀，曾廣銓侧室许氏所生，嫁涟源人李进崧。
  - 曾孫女：曾寶蘇：曾廣鑾侧室周氏所生，嫁益阳人蔡声瑞。
- 曾纪鸿系
  - 孫子：曾廣鈞，曾纪鸿長子。
  - 孫子：曾廣鎔，曾纪鸿三子。
  - 孫子：曾廣鍾，曾纪鸿第五子。
  - 孫女：曾廣珊，曾纪鸿独女。適俞明颐。前中華民國國防部長俞大维之母。
  - 曾孫：曾昭杭，曾廣鈞次子。
  - 曾孫：曾昭樺，曾廣鈞第三子。
  - 曾孫：曾昭柯，曾廣鈞第四子。中央陸軍軍官學校15期畢業，國民政府軍政部外事局少校參謀[50]。
  - 曾孫：曾昭億，曾廣鎔次子。
  - 曾孫：曾昭楗，曾廣鎔第三子。
  - 曾孫：曾昭棉，曾廣鎔第五子。
  - 曾孫：曾昭諫，曾廣鎔第六子。
  - 曾孫：曾昭權，曾廣鍾长子。美國麻省理工大學電機工程學士[51]，湖南大學電機系主任、教授[50]。
  - 曾孫：曾昭桓，曾廣鍾次子。
  - 曾孫：曾昭榕，曾廣鍾第四子。
  - 曾孫女：曾寶菡，曾廣鍾元配萧氏所生。
  - 曾孫女：曾寶荷，曾廣鍾元配萧氏所生。
  - 曾孫女：曾寶荪，曾廣鈞侧室陈氏所生。
  - 曾孫女：曾寶菱，曾廣鎔元配黄氏所生。
  - 曾孫女：曾寶芝，曾廣鎔继室周氏所生。
  - 曾孫女：曾寶蘅，曾廣鎔继室周氏所生。
  - 曾孫女：曾寶葹，曾廣鎔继室周氏所生。
  - 曾孫女：曾玉莎，曾廣鎔继室周氏所生。
  - 玄孫：曾宪文，曾昭揆抚子，曾昭權第五子。
  - 玄孫：曾宪衡，曾昭杭长子。
  - 玄孫：曾宪和，曾昭柯长子。
  - 玄孫：曾宪華，曾昭棉长子。
  - 玄孫：曾宪榮，曾昭权子。
  - 玄孫：曾宪森，曾昭权子。
  - 玄孫：曾宪怡，曾昭榕抚子，曾昭权第六子。
- 曾纪琛系
  - 外孫：郭刚基长子郭本含
  - 外孫：郭刚基次子郭本谋
- 曾纪芬系
  - 外孫：聂缉椝三子聶其傑(1880年－1953年)，字云台，法號慧傑，企業家。
  - 外孫女：聂缉椝女兒聶其德(1885年－1971年)，行六，適民國政要張其鍠。
  - 曾外孫女：聂缉椝外孫女張心漪(1915年－)，適中華民國財政部長費驊。
  - 曾外孫：聂缉椝外孫張心洽(1920年－1972年)，曾任中華開發信託公司總經理。
  - 曾外孫：聂缉椝外孫張心滄 (1923年－2004年)。
  - 玄外孫：聂缉椝外曾孫張孝威(1951年－)，現任台灣大哥大總經理，父張心洽。
- 堂玄孙女：曾宪植，曾国荃玄孙女，叶剑英前夫人。
- 堂曾孙子：曾昭抡，曾国潢曾孙子。
- 曾侄孙：曾昭伦

参考资料：《崇德老人八十年谱》

## 影视形象
| 演員   | 作品       | 年份 | 类型   |
| 劉江   | 太平天國   | 1988 | 電視劇 |
| 張國強 | 狀王宋世傑 | 1997 | 電視劇 |
| 孫飛虎 | 太平天國   | 2000 | 電視劇 |
| 杜雨露 | 大国船梦   | 2013 | 電視劇 |

### 引用
1. 1 2 3 4 5 6 7 8 9 10 11 12 13 14 15 16 17 18 19 20 21 22 23 24 25 26 27 28 29 30  陳旭麓、方詩銘、魏建猷主編 (编). . 上海辭書出版社. 1982.
2. ↑  . www.taiwan.cn.   [2015-05-31]. （原始内容存档于2015-07-16）.
3. 1 2  .   [2023-07-17]. （原始内容存档于2023-07-17）. 内阁奉上谕：大学士、两江总督曾国藩，学问纯粹，器识宏深，秉性忠诚，持躬清正。由翰林院蒙宣宗成皇帝特达之知，荐升卿贰......
4. 1 2  中共中央文献研究室，中共湖南省委《毛泽东早期文稿》编辑组. . 长沙市: 湖南人民出版社. 2008-11-01: 第85页. ISBN 9787543855113 （中文（简体））.
5. 1 2  秦孝儀 (编). .  卷十　演講. 1925年9月9日  [2023年7月17日]. （原始内容存档于2023年7月17日）. 現在你們將要出去教人了，對於最要緊的幾種書籍如《增補曾胡治兵語錄》、本校日課問答，《革命軍刑事條例》、《新兵精神教育問答》等書，都時時要看！
6. ↑  《大清文宗显皇帝实录 卷三》
7. ↑  薛福成：《代李伯相拟陈督臣忠勋事实疏》，丁凤麟、王欣之编：《薛福成选集》，上海人民出版社，1987年，第48页。
8. ↑  呂堅. 中國第一歷史檔案館 , 编. . 《中華古籍資源庫》 (社會科學文獻出版社). 1999. ISBN 7801491327.
9. ↑  趙烈文. 三民網路書店 , 编. . 《中華古籍資源庫》 (岳麓書社). 2020-01-15  [2021-03-04]. ISBN 9787553800028. （原始内容存档于2021-03-09）.
10. ↑  趙烈文撰《能静居日记》同治六年七月二十日日记：“至后园登台而望，少选，师亦至，遽谈，问沅师收城时事。余曰：'沅师坐左右之人累之耳，其实，子女玉帛无所与也。各员弁自文案以至外差诸人，则人置一簏。有得辄开簏藏纳，客至，则倾身障之，丑态可掬。'师狂笑，继又曰：'吾弟所获无几，而老饕之名遍天下，亦太冤矣。”
11. ↑  中共南京市委. 党史工作办公室; 中共南京市委宣传部. . 南京出版社. 1997: 70  [2021-08-18]. ISBN 978-7-80614-356-8. （原始内容存档于2024-03-24） （中文（简体））.
12. ↑  . 广西少数民族古籍丛书. 广西人民出版社. 1993: 319  [2021-08-18]. ISBN 978-7-219-02581-9. （原始内容存档于2024-03-24） （中文）.
13. ↑  . "公民世纪"书系. 中国社会出版社. 2005: 226  [2021-08-18]. ISBN 978-7-5087-0716-7. （原始内容存档于2024-03-24） （中文）.
14. ↑  . 中国历史大事编年 第 5 卷. 北京出版社. 1987: 576  [2021-08-18]. ISBN 978-7-200-00180-8. （原始内容存档于2024-03-24） （中文）.
15. ↑  中共南京市委. 党史工作办公室; 中共南京市委宣传部. . 南京出版社. 1997: 70-71  [2021-08-18]. ISBN 978-7-80614-356-8. （原始内容存档于2024-03-24） （中文）.
16. ↑  南京日报. . 中国新闻网. 2012-05-22  [2024-04-30]. （原始内容存档于2024-04-30）.
17. ↑  《晚清五大名人》「洋務運动第一个推门人」99页，
18. ↑  《崇德老八十自述年谱》載: “至二月初四日 ,饭后在内室小坐。余姊妹剖橙以进，公少尝之。旋至署西花园中散步。花园甚大，而满园已走遍，尚欲登楼，以工程未毕而止。散步久之，忽足屡前蹴，惠敏在旁，请曰: ‘纳履未安耶？ ’公曰: ‘吾觉足麻也。’惠敏亟与从行之戈什哈扶掖，渐不能行，即已抽搐；因呼椅至，拔坐椅中，兒非以入花廳。家人環集，不復能語。端坐三刻遂薨。”
19. ↑  《家書：道光二十二年九月十八日與諸弟》
20. ↑  《家書：道光二十三年正月十六日致諸弟》
21. ↑  《家書：道光二十三年六月初六日致諸弟》
22. ↑  《家書：咸豐十年四月二十四日諭紀澤紀鴻》
23. ↑  《家書：咸豐八年八月二十日諭紀澤》
24. ↑  《日記：咸豐十一年十月初十日》
25. ↑  .   [2023-07-16]. （原始内容存档于2019-07-16）.
26. ↑  曾國藩. . 商周出版. 2020: 312-313. ISBN 978-9-86-477908-6.
27. ↑  . 凤凰网.   [2012年]. （原始内容存档于2012-01-22） （中文（中国大陆））.
28. ↑  李圭：《思痛記》
29. ↑  《水窗春呓·一生三变》
30. ↑  李揚帆：《晚清三十人》
31. ↑  《曾文正公嘉言钞》 （页面存档备份，存于）
32. ↑  左宗棠：《左文襄公全集·文集》；另見《左文襄公全集·奏稿》，左宗棠给朝廷的奏折中赞扬他“谋国之忠，知人之明，非臣所及”，萃文堂刻刷局光绪十六年版，第28卷，第29页。
33. ↑  萧一山：《清代通史》
34. ↑  蔡鍔輯錄，《曾胡治兵要錄》，桂林：廣西師範大學出版社，2007年11月，第93頁，ISBN 978-7-5633-6882-2
35. ↑  徐中约：《中国近代史》（香港中文大学出版）第248页
36. ↑  徐中约：《中国近代史》第239页
37. ↑  《曾文正公家书》卷七
38. ↑  .   [2013-02-15]. （原始内容存档于2013-02-06）.
39. ↑  後人點評：曾國藩的聲名甚高，如何被最後被毀了 的存檔，存档日期2013-01-16.
40. ↑  《譚嗣同全集》
41. ↑   范文瀾.《漢奸劊子手曾國藩的一生》人民出版社, 1944年.
42. ↑  . 华声在线. 2024-11-02.
43. ↑  . 湘潭大学社科处.   [2025-06-19].
44. ↑  . 曾国藩研究基地. 2015-09-17.
45. ↑  《清稗類鈔》：曾文正膚如蛇皮 曾文正有皮膚病，膚如蛇皮，時時爬搔之，鱗屑簌簌散於地，雖見客亦不輟也。而宋人王安石亦有斯疾。王為進賢饒氏甥，其舅黨以其膚理如蛇皮，目之曰：「此行貨亦欲求售耶？」王尋舉進士，以詩寄之曰：「世人莫笑老蛇皮，已化龍鱗衣錦歸。傳語進賢饒八舅，如今行貨正當時。」
46. ↑  . 新浪新聞中心.   [2019-11-26]. （原始内容存档于2019-05-22）.
47. ↑  清袁枚撰《随园随笔》记载说：“焚鸡毛，修蛇巨虺，闻气即死，蛟蜃之类，亦畏此气。”存檔
48. ↑  高拜石 正中書局版 <新編古春風樓瑣記>(八) P47起
49. ↑  .   [2022-09-12]. （原始内容存档于2022-10-21）.
50. 1 2  曾國藩曾孫曾昭柯入中央陸軍軍官學校十五期 （页面存档备份，存于），王堅，中國黃埔軍校網
51. ↑  《俞大維傳》.作者：李元平;出版社：臺灣日報社;出版日：1992年01月05日，392頁;（繁體中文），01，02，增訂版 的存檔，存档日期2014-02-21.